# گورستان بزم
قبرستان بزم مربوط به دوره صفوی است و در شهرستان بوانات، بخش مرکزی، دهستان سروستان، ۱۰۰ متری جنوب شرقی روستای بزم واقع شده و این اثر در تاریخ ۲۶ اسفند ۱۳۸۶ با شمارهٔ ثبت ۲۱۹۳۰ به‌عنوان یکی از آثار ملی ایران به ثبت رسیده است.